# LoveGame
«LoveGame» — пісня американської співачки Lady Gaga, четвертий сингл з першого альбому співачки «The Fame». Випущений 24 березня 2009 року.
Продюсерами синглу виступили RedOne.